# Drapelul Luxemburgului

Raport: 3:5 sau 1:2

Steagul Luxemburgului e format din trei benzi orizontale de culori roșie, albă și albastră, și poate fi în raporturile 1:2 sau 3:5. A fost folosit pentru prima oară între 1845 și 1848 și a fost adoptat oficial la 23 iunie 1972. 

## Istoria drapelului
Stema și drapelul Marelui Ducat de Luxemburg au fost adoptate de către Regele Willem I al Țărilor de Jos în anul 1815. Aceste simboluri naționale sunt similare cu cele ale Țărilor de Jos. Drapelul Luxemburgului diferă de drapelul olandez prin nuanța mai deschisă a benzii albastre și prin proporție, având raportul de 3:5 în comparație cu 2:3 al drapelului Țărilor de Jos.

## Schimbarea drapelului

Leul Roșu (Roude Léiw)

Michel Voltaire, președintele grupului parlamentar al Partidului Popular Creștin-Social, a propus înlocuirea steagului roșu, alb și albastru cu steagul Roude Léiw (Leul Roșu) și a depus un proiect de lege în acest sens la Camera Deputaților.
Steagul Roude Léiw, reprezentă un leu pe un fond alb și albastru, și este un simbol cunoscut înca din secolul al XIII-lea care a servit ca steag al Casei de Luxemburg. 
Propunerea lui Michel Voltaire s-a bucurat de susținere în rândul populației, dar nu există un sprijin unanim în rândul parlamentarilor. Potrivit unui sondaj realizat de Radio Luxemburg (RTL Radio Luxembourg), peste 90% din populație susține înlocuirea steagului. La 6 iulie 2007, s-a anunțat că Leul Roșu ar putea fi folosit ca drapel civil pe teritoriul Luxemburgului.